# Comissão de Radiodifusão e Telecomunicações Canadenses
A Canadian Radio-television and Telecommunications Commission é a entidade que regulamenta as atividades de radiodifusão e de telecomunicações no Canadá. Foi criada em 1976.